# Splendeuptychia distinguenda
Splendeuptychia distinguenda är en fjärilsart som beskrevs av Felix Bryk 1953. Splendeuptychia distinguenda ingår i släktet Splendeuptychia och familjen praktfjärilar. Inga underarter finns listade i Catalogue of Life.